# Kepler-20 g
Kepler-20 g est une exoplanète qui ne transite pas, en orbite autour de Kepler-20 (KOI-070). Elle a été découverte en mesurant la vitesse radiale de son étoile grâce à HARPS-N et à HIRES. Kepler-20 g a été annoncée le 24 août 2016.
Elle se situe dans la constellation de la Lyre. Ses coordonnées sont 19h 10m 47,524s, +42° 20′ 19,30″.

## Caractéristiques
Son rayon est environ le double de celui de la Terre, avec une masse minimale de 19,96+3,08
−3,61 masses terrestres. Sa température moyenne d'équilibre (estimée) est de 524 ± 12 K soit environ 250 °C.
| Planète                          | Masse (M⊕)       | Rayon (R⊕) | Diamètre (km) | Demi-grand axe (ua) | Période orbitale (j) | Masse volumique (g/cm3) |
| -------------------------------- | ---------------- | ---------- | ------------- | ------------------- | -------------------- | ----------------------- |
|                                  |                  |            |               |                     |                      |                         |
| Kepler-20 b                      | ~ 8,7            | ~ 1,91     |               | ~ 0,04537           | ~ 3,6961219          | ~ 6,5                   |
| Kepler-20 e                      | 0,39 à 1,67      | ~ 0,868    | 11 100,       | ~ 0,0507            | ~ 6,098493           | ?                       |
| Kepler-20 c                      | ~ 16,1           | ~ 3,07     |               | ~ 0,0930            | ~ 10,854092          | ~ 2,91                  |
| Kepler-20 f                      | 0,66 à 3,04      | ~ 1,034    | 13 200        | ~ 0,1104            | ~ 19,57706           | ?                       |
| Kepler-20 g                      | 19,96+3,08 −3,61 | ?          | ?             | 34,940              | 0,2055               | ?                       |
| Kepler-20 d                      | < 20,1           | ~ 2,75     |               | ~ 0,3453            | ~ 77,61184           | < 4,07                  |
|                                  |                  |            |               |                     |                      |                         |
| Système planétaire de Kepler-20. |                  |            |               |                     |                      |                         |